# Pancheros Mexican Grill
Pancheros Mexican Grill é uma cadeia de restaurantes Tex-Mex de Fast casual nos Estados Unidos que serve comidas da culinária mexicana. A cadeia foi fundada em 1992 por Rodney Anderson quando abriu duas unidades: uma em Iowa City, Iowa (perto do campus da Universidade de Iowa), e uma em East Lansing, Michigan (perto do campus da Universidade Estadual de Michigan). Em 2023, havia 73 unidades em todo o país. O Pancheros é conhecido por fazer suas tortillas no local, no momento em que o pedido é feito. Em 2006, a Sports Illustrated votou no Pancheros como o lugar mais popular para comer quando os bares em Iowa City fecham.

## História
Em 1992, Anderson, depois de ter acabado de receber o seu MBA da Universidade de Chicago, abriu o primeiro Pancheros com capital obtido na bolsa de valores. A primeira loja foi aberta em Iowa City, junto ao campus da Universidade de Iowa, enquanto a segunda loja foi aberta no mesmo ano em East Lansing, Michigan, junto ao campus da Universidade Estadual de Michigan. As 9 lojas seguintes foram abertas em cidades universitárias semelhantes do centro-oeste. Só em 1998 é que o Pancheros foi remodelado, passando a incluir uma prensa de massa para as famosas tortillas acabadas de prensar e uma decoração de restaurante atualizada e mais sofisticada. A sua mascote, Bob the Tool, foi introduzida pela primeira vez nos restaurantes em abril de 2007.